# Кармати
Карма́ти   (араб. قرامطة‎, латиніз. Qarāmita) — прибічники найбільш радикальної із течій мусульманської шиїтської общини ісмаїлітів, що виникла в IX ст. в Південній Месопотамії. Із кінця IX ст. вони очолювали ряд повстань, найбільші з яких відбулися в Месопотамії (суч. Ірак), Бахрейні, Сирії. У 899 році перенесли центр своєї діяльності з Сирії до Персії. Кармати пропагували ідеали відновлення общинної власності на землю та загальної рівності. У X – кін. XI ст. в Бахрейні існувала держава карматів. Наприкінці XI – поч. XII ст. рух карматів припинив своє існування.

## Походження руху карматів
Перший розкол у шиїзмі стався в середині VIII сторіччя, коли помер шостий загальношиїтський імам Джафар ас-Садик (765 р.). Старший син Джафара ас-Садика – Ісмаїл – помер ще за життя батька. Постало питання про те, хто буде наступним імамом. Більша частина шиїтів обрали сьомим імамом Мусу аль-Казима – другого сина Джафара, а меншість підтримала сина Ісмаїла (онука Джафара) – Мухаммеда ібн Ісмаїла. Прихильники Мухаммеда отримали назву “шиїти-ісмаїліти”. Формування самого руху карматів відбувалося вже по смерті Мухаммеда. Тоді рух ісмаїлітів розколовся на дві групи. Одна маленька і невідома група, очевидно, продовжувала визнавати імамат у потомстві Мухаммеда. Однак, окреме існування цієї групи не зафіксовано в жодному сучасному джерелі. Інша ж частина ісмаїлітів проголосила Мухаммеда ібн Ісмаїла останнім, сьомим імамом, що пов’язано зі священністю числа 7 для ісмаїлітів. Очікувалося, що Мухаммед скоро з’явиться як Махді або аль-Каїм, аби встановити на Землі правосуддя. Ці люди отримали назву “ас-сабія”, що в перекладі означає “семеричники”, і були попередниками карматів.
У 880-х рр. н.е. (точна дата невідома) розпочалася місіонерська діяльність проповідника-сектанта Хамдана Кармата в Месопотамії (суч. Іраку). Чоловік походив з племені севадських набатеїв, яке складалося переважно з селян і рабів. Прізвисько “Кармат” дослідники трактують по-різному: “коротконогий”, “червоноокий” тощо. Однак, іще до виступів Хамдана назва карматів була відома (так стали називати себе ас-сабія) :  вперше про них як учасників повстання рабів-зінджів в Нижньому Іраку і Хузистані згадує арабський історик ат-Табарі(869). Це дає підстави думати, що Хамдан отримав своє прізвисько від назви вже існуючої таємної організації. Хамдан організував місіонерську роботу у своєму рідному місті Савад у Куфі та в інших частинах південного Іраку, призначаючи місіонерів в основних районах. Він мав власну резиденцію в місті Калвада поблизу Багдада, де приймав місцевих лідерів, спілкувався з ними. Згодом до Хамдана стали приєднуватися люди, невдоволені соціальними порядками. У різних регіонах Близького Сходу карматів називали по-різному: в Алеппо та Єгипті — просто ісмаїлітами, у Куфі — мубарикітами, у Басрі — равандитами та буркаїтами, у Реї — халафітами та батинітами, у Гургані — мухамміре, в Сирії — мубайїзе, в Магрибі — саїдитами, у Лахсі та Бахрейні — джаннабітами, самі ж вони називали себе "талімі" ("друзі") .

## Рання історія руху
У 890/891 було підняте перше карматське повстання, яке підтримали десятки тисяч людей. Тоді ж, близько 890 року під проводом Хамдана та його родича Абдана була заснована штаб-квартира карматів “Дар аль-Хіджра”  (Південний Ірак). Туди стікалися люди, які відгукнулися на заклик Хамдана. Табір був обнесений високими стінами та оточений глибоким ровом. Сектанти почали будувати тут будинки, а Хамдан створив загальну казну, в яку кармати вносили п’яту частину своїх доходів і куди надходили гроші, зібрані в поселеннях його уповноваженими. В особистому користуванні була залишена лише зброя . У тому ж 890 році відбувся й розкол серед ісмаїлітів. Прихильники Хамдана не визнали Убейдаллаха аль-Махді, який проголосив себе халіфом як нащадок Фатіми і Алі. Таким чином, вони відмежувалися від халіфату Фатімідів. 
Проповідницька діяльність велася і в інших областях, окрім Месопотамії. У південній Персії місія була, очевидно, під спостереженням карматів Іраку.  Проповідник Абу Саїд аль-Джанабі, підготований родичем Хамдана Абданом, діяв дуже активно й досяг значних успіхів  . Проповідники-кармати діяли й на територіях східної Аравії, Сирії та навіть Індії.
Півтора десятиріччя тривали повстання карматів проти Аббасидів, найбільші з яких відбулися на території Південної Месопотамії (890 – 906 рр.), в Бахрейні (894-899) та в Сирії (900-902). Армія халіфських гулямів (рабів-найманців) спромоглася припинити повстання завдяки жорсткому терору лише в 906 році. Території, на яких відбувалися повстання, перебували у стані господарського колапсу: людям тут доводилося харчуватися собаками, котами, пацюками, доходило навіть до канібалізму .

## Погляди та релігійні вірування
Більша частина карматів походила з селян та ремісників, а також із бедуїнів-кочівників. Усіх їх об’єднував заклик до створення держави, заснованої на соціальній рівності. Проповіді Кармата відповідали надіям нижчих шарів населення про загальний добробут і встановлення справедливості .
Будучи ідейними наступниками “семеричників”, кармати вивчали та розвивали вчення ранніх ісмаїлітів. Релігійна доктрина карматів багато в чому співпадала зі вченням фатімідських ісмаїлітів, хоча мали місце й значні розбіжності між ними в конкретних уявленнях. Згідно зі вченням, Бог, недоступний людському розумінню, породив світовий розум, а розум, у свою чергу, породив світову душу, властивостями якої є життя та рух. Завдяки цим своїм властивостям світова душа створила матерію – видимий світ. Проте матерія сама по собі є інертною і не здатна самостійно набувати різних форм: вони є лише відображенням ідей, що містяться у світовому розумі. Його земними втіленнями є пророки.  Прихід кожного з пророків, які несуть у світ божественну істину – натіків – відбувається на початку нового історичного циклу. Як пророків кармати визнають Адама, Нуха (Ноя), Ібрахіма (Авраама), Мусу (Мойсея), Ісу (Ісуса) та Мухаммеда. Крім того, кожному з пророків допомагав свій саміт – “мовчун”, а також сім імамів. Кожен з пророків уособлював певну історичну епоху і стадію божественного одкровення, якій вона відповідала. Кармати не вважали останнім пророком (печаткою пророків) Мухаммеда, а чекали на прихід іще одного – аль-Каїма (месії), який нарешті відкриє остаточно божественну істину і керуватиме світом аж до Судного Дня. Для карматів пекло – це незнання, а абсолютне пізнання – рай. Наш світ вони вважали лише віддзеркаленням іншого, правильного, в якому все повинно бути навпаки: знедолені в цьому житті будуть панувати над заможними повелителями у потойбічному . Звичайно, аби потрапити до цього ідеального задзеркалля, потрібно було беззаперечно виконувати всі накази сектантської верхівки та вірно служити общині впродовж життя. Було в ідеології ісмаїлітів щось від маніхейства, адже вони оголошували припустимим усе, що сприяло занепаду реального, матеріального світу (наприклад, зразу, насильство, неправду), а любов, дружба, повага визнавалися чимось непотрібним. Звичайно, пропагувалися ідеї соціальної та майнової рівності. Насамкінець, кармати нехтували зовнішніми обрядами, а хадж вважали нічим іншим як ідолопоклонством.
Секта вела сувору й ретельно розроблену систему навчання – ат-талім (звідси їх друга назва – “ат-талімія”). Система передбачала, зокрема, навички введення у сумнів та вміння його перемагати. У таємниці езотеричного вчення були посвячені лише члени п’яти найвищих ступенів .

## Бахрейнська держава
Немає точних даних про те, коли місіонери-кармати з’явилися на території Бахрейну. Можливо, це сталося у 894 році, коли Хамдана відправив сюди з проповідницькою місією Абу Саїд. Деякі джерела говорять, однак, про те, що раніше тут вже проповідував інший місіонер – Абу Закарія Замамі . Населення Бахрейну складалося переважно з людей бідних та зневажених, через що ідеї карматів чудово там прижилися. До 899 року Абу Саїд підкорив собі більшу частину Бахрейну, заснувавши власну державу у місті аль-Ахса (Лахса). Про державу карматів докладно розповідає таджиксько-перський поет, філософ та мандрівник XI ст. Насір Хосров у своїй праці “Сафар-наме” (“Книга подорожі”). Насамперед, він зазначає, що 
в Басрі ніколи не бувало султана, який би наважився піти походом на Лахсу . 
Бахрейнська держава просінувала два століття і стала справжнім прокляттям для ісламського світу. У Бахрейні кармати намагалися реалізувати ідеал демократичної общини, базою якої була рабська праця. Рабів зазвичай купували або захоплювали під час набігів на інші області, при чому рабство було не індивідуальним, а общинним. Загалом держава володіла 30 тисячами рабів, які працювали на полях, у садах, на ремонтних роботах тощо. Раби та воєнна здобич забезпечували добробут карматам. Крім того, існувало військо (20 тис. людей), яке утримувала держава, й основу якого складали вільні общинники. Члени карматської общини практикували ритуальні братські трапези.
У державі не було великого землеволодіння. Серед населення переважали вільні землероби та ремісники. Вони не платили податків, а також могли отримувати від держави безвідстокові позики. Лихварство у Бахрейнській державі було заборонене. Якщо в місто потрапляв іноземець, що знав якесь ремесло, що могло його прогодувати, йому, за свідченням Насіра, давали грошей на всі потрібні для ремесла інструменти. Отримані кошти іноземець міг повернути, коли буде спроможний. Справами громади керувала колегія із шести старійшин, яка приймала рішення на умовах одностайності. Цих старійшин Хосров називає султанами або “садат”, а шістьох їхніх заступників – візирами або “шаіре” .
У “Сафар-наме” говориться, що вся торгівля та всі ділові зносини велися на свинець, який тримали у мішках із фіксованою кількістю свинцю. Коли угода була заключена, рахували мішки й брали, скільки треба. Важко судити, наскільки достовірними є ці свідчення. Люди, що жили поблизу узбережжя, добували в морі перли, але половину потрібно було віддавати султанам Лахси. Крім того, згадується, що в Лахсі було доволі багато фініків для продажу.
Як стверджує Насір Хосров, навколо міста Лахса (столиці) одна за одною були зведені чотири міцних стіни із глини. Посередині укріплень було збудоване місто, яке “мало все потрібне для великих міст”. Хосров згадував Абу Саїда, називаючи його шерифом, що відвертав людей від ісламу. Жителі міста були звільнені від посту та виконання молитов, хоча охочим це робити не забороняли. Посеред самого міста знаходилася могила Абу Саїда. Абу Саїд нібито сказав своїм синам, що коли він воскресне, то може статися, що вони його не впізнають. Як вирішення проблеми він запропонував синам такий знак: вдарити його по шиї мечем. Якщо воскреслий – справді Абу Саїд, то він залишиться живим. Так засновник Бахрейнської держави боровся з людьми, які намагалися видати себе за нього . Соборної мечеті в Лахсі не було, але була одна невеличка мечеть, збудована чоловіком на ім’я Алі ібн Ахмед. 

## Подальші набіги і занепад руху карматів
За правління Абу Тахір Сулеймана (914-943), сина аль-Джаннабі, кармати захопили Оман. Вони постійно здійснювали набіги на Ірак і Хузистан, нападали на каравани прочан. Навіть захопили індійський Мультан, де вбили всіх мешканців і зруйнували храм Адітьї. У 930 році, під час хаджу, вони увірвалися в Мекку, розграбували місто, вбили і взяли в полон декілька тисяч паломників і жителів міста. Вони виламали «Чорний камінь» з Кааби, бо вважали, що його шанування є ідолопоклонством, розбили його на 2 частини і вивезли в Бахрейн. Тільки в 951 кармати погодилися повернути реліквію в Мекку за викуп у 50 тисяч динарів .
Прагнення побудувати добробут общини на праці рабів не могло привести до однозначного, тривалого успіху. Великою мірою занепаду карматів як руху посприяли їхній фанатизм та жорстокість. Напади карматів на суннітські області, які супроводжувалися масовою різнею, пограбуваннями, захопленням у рабство мирних жителів  відштовхнули від карматів широкі народні маси, призвели до їхньою ізоляції від населення. Більшість людей поділяла соціальні ідеали карматів, та не могла зрозуміти їхніх релігійних вірувань. 
Всередині самої секти почалися чвари, які спричинили її розкол на два табори: оні виступали зо союз із Фатімідами, інші – проти. Після завоювання Фатімідами Єгипту (969 р.) ворожнеча між бахрейнськими карматами та єгипетськими Фатімідами переросла у відкриту боротьбу.
Тюрки-сельджуки, які прийшли на територію Багдадського халіфату Аббасидів у 1055 році, припинили карматські набіги, чим позбавили їхню державу в Бахрейні економічної бази. Придушення карматських повстань, жорстоке гоніння з боку перших Газневідів та внутрішні чвари послабили карматів. У II половині XI ст. їхній вплив у Ірані й Месопотамії майже зовсім впало. Що стосується їхнього державного утворення на території східної Аравії, то, як пише В.А. Рубель 
Бахрейнська держава карматів тихо померла наприкінці XI ст... 
 Хоча, варто зазначити, що доктрина карматів продовжувала панувати в Бахрейні іще впродовж больш ніж двох сторіч. До кінця XI – поч. XII ст. секта зовсім зникає "зі сцени".